# Коман (Бакау)
Коман (рум. Coman) насеље је у Румунији у округу Бакау у општини Сандулени. Oпштина се налази на надморској висини од 287 m.

## Становништво
Према подацима из 2002. године у насељу је живело 1028 становника, од којих су сви румунске националности.